# België op het Junior Eurovisiesongfestival 2009
België nam deel aan het Junior Eurovisiesongfestival 2009 in Kiev, Oekraïne. Het was de 7de deelname van het land op het Junior Eurovisiesongfestival. De selectie verliep via Junior Eurosong 2009. De VRT was verantwoordelijk voor de Belgische bijdrage voor de editie van 2009.

## Selectieprocedure
Voor de editie van 2009 werd er een nieuw concept uitgetekend. Er werden drie voorrondes gehouden, waarin telkens vier kandidaten aantraden. Elke deelnemer zong twee verkorte versies van zijn nummer, telkens in een ander genre. Per voorronde gingen er twee kandidaten naar de finale. Het publiek koos niet alleen de kandidaat, maar ook de versie waarmee de kandidaat naar de finale trok. In de finale, op zaterdag 26 september, traden zodoende zes artiesten aan. De Belgen kozen voor Laura, met het lied Zo verliefd. Manou werd tweede met Comment faire. Er werden geen punten toegekend, er werd gewerkt met een systeem van rechtstreekse eliminatie.

## Junior Eurosong 2009

### Voorrondes
5 september 2009
| Volgorde | Artiest   | Lied          | Versie       |
| -------- | --------- | ------------- | ------------ |
| 1        | Anke      | Ooh daddy     | Jukebox jive |
| 2        | Anke      | Ooh daddy     | Glamrock     |
| 3        | T&T       | Geniaal       | Cool cat     |
| 4        | T&T       | Geniaal       | Ruige rock   |
| 5        | Las Niñas | Jongens       | Punkrock     |
| 6        | Las Niñas | Jongens       | Girl power   |
| 7        | Manou     | Comment faire | Smokey jazz  |
| 8        | Manou     | Comment faire | Pop          |

12 september 2009
| Volgorde | Artiest      | Lied              | Versie        |
| -------- | ------------ | ----------------- | ------------- |
| 1        | Margo        | Vandaag is de dag | Wonderland    |
| 2        | Margo        | Vandaag is de dag | Fiesta latina |
| 3        | Thomas       | Groot zijn        | Dance         |
| 4        | Thomas       | Groot zijn        | Poprock       |
| 5        | Sepp 'n Sigi | Die ene seconde   | Unplugged     |
| 6        | Sepp 'n Sigi | Die ene seconde   | Softrock      |
| 7        | Haruka       | Waar ben je?      | Bollywood     |
| 8        | Haruka       | Waar ben je?      | Country       |

19 september 2009
| Volgorde | Artiest | Lied              | Versie       |
| -------- | ------- | ----------------- | ------------ |
| 1        | Pjotr   | Allemaal vrienden | Poprock      |
| 2        | Pjotr   | Allemaal vrienden | Etnisch      |
| 3        | Kiviv   | Catwalk           | A lo cubano  |
| 4        | Kiviv   | Catwalk           | Drumbeat     |
| 5        | Tune    | Ik wil leven      | 80's revival |
| 6        | Tune    | Ik wil leven      | gitaarrock   |
| 7        | Laura   | Zo verliefd       | Classico     |
| 8        | Laura   | Zo verliefd       | Yodelo       |

### Finale
26 september 2009
| Volgorde | Artiest      | Lied            |
| -------- | ------------ | --------------- |
| 1        | Tune         | Ik wil leven    |
| 2        | Manou        | Comment faire   |
| 3        | T&T          | Geniaal         |
| 4        | Sepp 'n Sigi | Die ene seconde |
| 5        | Laura        | Zo verliefd     |
| 6        | Thomas       | Groot zijn      |

## In Kiev
In Oekraïne trad België aan als een van de topfavorieten. Om het jodelen, de grote troef van het lied van Laura, te accentueren, werd de naam van het lied aangepast: Zo verliefd (yodelo). België trad als elfde van dertien landen aan, na gastland Oekraïne en voor Wit-Rusland. Na een spannende puntentelling, waarin België geruime tijd de leiding nam, moest Laura tevreden zijn met de vierde plaats, met 113 punten, een record voor het land. Bovendien kreeg België het meeste aantal twaalf punten van alle deelnemers. Van vier landen kreeg België het maximum van de punten: Macedonië, Malta, Nederland en Servië. Daarenboven is de vierde plaats tot op heden de beste Vlaamse prestatie aller tijden op zowel het Junior als het gewone Eurovisiesongfestival.

### Gekregen punten
| 12 punten                                      | 10 punten | 8 punten | 7 punten  | 6 punten                         |
| ---------------------------------------------- | --------- | -------- | --------- | -------------------------------- |
| - Noord-Macedonië - Malta - Nederland - Servië | - Rusland | - Zweden | - Armenië | - Cyprus - Georgië - Wit-Rusland |
| 5 punten                                       | 4 punten  | 3 punten | 2 punten  | 1 punt                           |
| - Oekraïne - Roemenië                          |           |          |           |                                  |